# Erinnerungskreuz für die schleswig-holsteinische Armee
Das Erinnerungskreuz für die schleswig-holsteinische Armee 1848/49 wurde nach den erfolgreichen Kämpfen gegen Dänemark in den Jahren 1848 und 1849 durch die provisorische Regierung am 2. Juli 1850 gestiftet. Erhalten haben diese Kreuze die Angehörigen der gesamten schleswig-holsteinischen Armee die an den Kämpfen teilnahmen. Die Kreuze wurden aus dem Eisen der Kanonen des Linienschiffes Christian VIII gefertigt. Das Schiff wurde bei Eckernförde am 5. April 1849 bei den Gefechten erobert. Es wurden Kreuze mit Jahreszahlen und ohne Jahreszahlen verliehen. Die Kreuze ohne Jahreszahlen sind seltener.
Das Kreuz besteht aus geschwärztem Eisen. Die Kreuzarme mit erhöhten abgestuften Rändern. Die Vorderseite mit mitgeprägtem runden Mittelschild. Am oberen Kreuzarm eine angebrachte rundliche Öse mit Bandring.
Vorderseite:
Auf den Kreuzarmen auf glattem Grund links – 1848 – rechts – 1849 -.
Das runde Mittelschild mit erhöhtem abgestuftem Rand.
Das eingeschlossene Feld durch eine senkrechte Linie zweigeteilt.
Links das Wappen von Schleswig – übereinander 2 nach links schreitende Löwen.
Rechts auf senkrecht schraffiertem Grund das Wappen von Holstein.
Ein kleines Schild jeweils im Drittel umgeben von 3 Nägeln und 3 Nesselblättern.
Rückseite:
Glatt und geschwärzt.
Erinnerungskreuz für die schleswig-holsteinische Armee 1848/49 Vorderseite: Erinnerungskreuz für die schleswig-holsteinische Armee 1848/49
Erinnerungskreuz für die schleswig-holsteinische Armee 1848/49 Rückseite: Erinnerungskreuz für die schleswig-holsteinische Armee 1848/49
Gestiftet:2. Juli 1850 durch die provisorische Regierung
Verliehen:1850
Daten:
Material: Eisen geschwärzt
Größe: 28 – 28,8 mm
Gewicht: 8,6 – 8,9 g